# Кузнецовка (Запорожская область)
Кузнецовка (укр. Кузнецівка) — село,
Кузнецовский сельский совет,
Розовский район,
Запорожская область,
Украина.
Код КОАТУУ — 2324982001. Население по переписи 2001 года составляло 361 человек.
Является административным центром Кузнецовского сельский совета, в который, кроме того, входят сёла 
Богатовка и
Зоряное.

## Географическое положение
Село Кузнецовка находится у истоков реки Сухие Ялы,
на расстоянии в 3,5 км от сёл Богатовка, Зоряное и Шевченковское (Бильмакский район).
Рядом проходит железная дорога, станция Платформа 361 км в 1-м км.

## История
- 1824 год — дата основания как Немецкая колония поселенцев № 8, затем переименованное в Викерау. Поселение основано на площади в 1560 десятин земли немецкими переселенцами в составе 26 семей из Эльблонга (нем. Elbing) Западной Пруссии.
- В 1923 году переименовано в село Кузнецовка.
- К 1912 году в селе существовала начальная школа с четырьмя классами образования. Учитель села обучал 15 школьников.

## Экономика
- «Авангард», агрофирма, ООО.

## Объекты социальной сферы
- Школа I—II ст.

## Статистика изменения численности населения
Жителей (по годам): 414 (1859), 312 (1905), 412 (1912), 412 (1918), 388 (1919). К 2001 году численность населения составляет 361 человек.

## Известные личности
Первыми переселенцами-основателями поселения, были: Brodt, Deutschmann, Golbing, Goldbeck из Wolfdorf / Rosenberg-Opr, Hochbaum, Janke, Kenner, Koschke, Litke, Mähler, Ohm, Preiss, Richter, Riegel, Tuchel, Weissohr, Wulfert.

### Религия
Село принадлежало к приходу Грюнау (нем. Grünau): протестантская деноминация — Евангелистский религиозный приход.

## Интернет-ссылки
- Погода в селе Кузнецовка